# Christian Sibelius
Christian Sibelius (Hämeenlinna, 28 de marzo de 1869 - Helsinki, 2 de julio de 1922) fue un médico y profesor de psiquiatría finlandés . 
Sibelius se licenció en artes en 1889 y se doctoró en medicina en 1897, y en el mismo año se convirtió en profesor asociado de anatomía patológica en la Universidad de Helsinki. Estudió bajo Ernst Alexander Homén. Su tesis doctoral, Bidrag hasta kännedomen om de histologiska förändringarna me ryggmärgen, de spinala rötterna och ganglierna vid progressiv paralysi (Contribución al conocimiento de los cambios histológicos en la médula espinal, la médula espinal, las raíces y en los ganglios de la parálisis progresiva), trataba las condiciones histológicas normal y en condiciones patológicas, y demostró la relación entre la parálisis y el daño de la médula espinal. Su publicación le sitúo a la vanguardia de los  anatomistas patológicos de su época.
Sus primeros trabajos científicos incluyen Till kännedomen om de efter amputationer uppkommande förändringarna me nervsystemet med speciell hänsyn hasta de spinokutana neuronerna' (en Finska läkaresällskapets Handlingar, 1897) y "Zur Kenntniss der Entwickelungsstörungen der Spinalganglienzellen bei hereditär-luetischen missbildeten und anscheinend normalen neugeborenen' (en Zeitschrift für Nervenheilkunde, 1901). La investigación en Berlín, 1902 a 1905 dio lugar a 'Zur Kenntniss der Gehirnerkrankungen nach Kohlenoxydvergiftung' (en Zeitschrift für klinische Medicin, 1903) y "Die psychischen Störungen nach akuter Kohlenoxydvergiftung' (en Monatsschrift für Psychiatrie und Neurologie, 1905).
En 1904 se trasladó al hospital mental de Lapinlahti (que se asoció con la Universidad de Helsinki y sirvió como un hospital de enseñanza para los estudiantes de medicina) y empezó a llevar a cabo investigaciones psiquiátricas. Escribió 'Drei Falle von Caudaaffektionen' y 'Zur Kenntnis der Zweiteilung des Rückenmarkes (Diastematomyelie)' (ambos en Arbeiten aus der pathologischen Institución der Universitet Helsingfors, 1906-7). Se convirtió en profesor asociado de psiquiatría en 1906 y profesor a tiempo completo en 1909. En 1921 se convirtió en un distinguido profesor en la materia. Sibelius practicó ampliamente en el campo y fue un defensor de la reforma de salud. Bajo su liderazgo, se fundó la Asociación Psiquiátrica finlandesa en 1913. Se desempeñó como presidente.
Al igual que su hermano mayor, el célebre compositor Jean Sibelius, fue un talentoso músico de cámara (violonchelista), y de joven tocaban juntos. Sibelius se casó con la escritora Kaino Ihanelma (Nelma) Swan(1878-1970), y tuvieron cuatro hijos.